# Cadulus tersus
Cadulus tersus är en blötdjursart som beskrevs av Henderson 1920. Cadulus tersus ingår i släktet Cadulus och familjen Gadilidae. Inga underarter finns listade i Catalogue of Life.